# Regina di Sangue
Vivienne Nimue, nota anche come la Regina di Sangue, è un personaggio immaginario dei fumetti Hellboy, creato dall'artista statunitense Mike Mignola. Il personaggio è una dei nemici più antichi e temuti di Hellboy.

## Altri media
- La Regina di Sangue è l'antagonista principale del film Hellboy (2019), interpretata dall'attrice modella Milla Jovovich con la voce italiana di Francesca Fiorentini, nonché la seconda donna degli antagonisti principali nei film di Hellboy, dopo la dea Ecate (nel film d'animazione Hellboy - Fiumi di sangue).